# 충주 이상급 신도비
충주 이상급 신도비(忠州 李尙伋 神道碑)는 충청북도 충주시 주덕읍에 있는 ,조선 중기의 문신인 충강공 이상급(1571∼1637) 선생을 기리는 신도비이다. 1980년 1월 9일 충청북도의 유형문화재 제63호로 충강공이상급신도비(忠剛公李尙伋神道碑)로 지정되었으나, 2013년 1월 18일 현재의 문화재 명칭으로 변경되었다.

## 개요
신도비란 임금이나 고관 등의 평생업적을 기록하여 그의 무덤 가까이에 세우는 비로, 이 비는 조선 중기의 문신인 충강공 이상급(1571∼1637) 선생을 기리고 있다.
이상급은 선조 39년(1606) 문과에 급제한 후 형조좌랑, 평안도도사를 역임하였다. 그 후 벼슬을 버리고 학문연구와 후진교육에 힘썼으며, 인조반정 후 다시 단천군수 ·연안부사 등을 역임하고 병조참지가 되어 군비확장에 힘을 기울였다. 인조 14년(1636) 병자호란이 일어나자 남한산성에 왕을 모셨으며, 강화도로 가던 중 적병에게 피살되었다. 그 후에 이조판서의 벼슬로 추증되었고, 순조 때 '충강공'의 시호를 받았다.

## 같이 보기
- 이상급

## 참고 자료
- 충주 이상급 신도비 - 국가유산청 국가유산포털